# Schulenburgscher Drömling
Der Schulenburgsche Drömling ist ein Naturschutzgebiet in der niedersächsischen Gemeinde Parsau in der Samtgemeinde Brome im Landkreis Gifhorn. Das Naturschutzgebiet liegt im wenig besiedelten Niederungsgebiet des Drömlings. Es ist nach dem Adelsgeschlecht von der Schulenburg benannt, das zu den größeren Grundbesitzern dieser Region gehört.

## Allgemeines
Das Naturschutzgebiet mit dem Kennzeichen NSG BR 159 ist circa 519 Hektar groß. Es ist vollständig Bestandteil des FFH- und EU-Vogelschutzgebietes „Drömling“. Im Norden grenzt es an das Naturschutzgebiet „Nördlicher Drömling“, im Osten an das Naturschutzgebiet „Kaiserwinkel“, im Westen an das Naturschutzgebiet „Giebelmoor“ und im Süden an das Naturschutzgebiet „Ohre-Drömling“ in Sachsen-Anhalt. Das Gebiet ersetzt das Landschaftsschutzgebiet „Kaiserwinkel“. Außerdem sind Teile des Naturschutzgebietes „Kaiserwinkel“ und des Landschaftsschutzgebietes „Lütjes Moor“ in ihm aufgegangen. Das Gebiet steht seit dem 1. März 2019 unter Naturschutz. Zuständige untere Naturschutzbehörde ist der Landkreis Gifhorn.
Das Naturschutzgebiet liegt nordöstlich von Wolfsburg am Rand des Drömlings. Es wird von der Kreisstraße 85 gequert.

## Beschreibung
Das Naturschutzgebiet ist großflächig von Feuchtwäldern auf Niedermoorstandorten gekennzeichnet. Im Norden sind diese in erster Linie als Erlen- und Birkenbruchwälder mit Moorbirke, Hängebirke, Moorkiefer und Faulbaum ausgebildet. Die Wälder verfügen über eine gut ausgebildete Strauch- und torfmoosreiche Krautschicht, z. B. mit Heidelbeere, Königsfarn, Rauschbeere und Sumpfporst. Kleinflächig stocken Traubenkirschen-Erlen-Eschenwälder mit Esche, Schwarzerle, Flatterulme, Stieleiche, Gemeiner Hasel, Traubenkirsche und Roter Johannisbeere. Weiterhin sind Bereiche mit Eichen-Hainbuchenwäldern ausgeprägt. Hier stocken Stieleiche, Esche, Hainbuche, Flatterulme, Eberesche, Zitterpappel, Hänge- und Moorbirke, teilweise auch Waldkiefer, Faulbaum und Traubenkirsche. Im Süden sind in erster Linie Erlenbruchwälder ausgebildet. 
Die Wälder verfügen über einen hohen Alt- und Totholzanteil. Einzelne Waldbereiche werden intensiv genutzt. Hier stocken vielfach Nadelbaumbestände oder Weihnachtsbaumkulturen. Diese Bereiche sollen in standortnahe Waldbereiche umgewandelt werden.
In die Wälder sind stellenweise artenreiche, extensiv genutzte Grünländer auf feuchten bis nassen Standorten eingebettet.
Der südliche Bereich des Naturschutzgebietes ist durch zahlreiche Gräben aus der Zeit der Melioration gekennzeichnet (Rimpau’sche Moordammkultur), die vielfach verlanden oder verlandet sind. Sie sind von reichhaltiger Ufervegetation umgeben. Weiterhin sind Weiden- und andere Feuchtgebüsche, Seggen- und Binsenriede, Röhrichte und feuchte Hochstaudenfluren ausgebildet. 
In den Gewässern siedeln Laichkraut- und Froschbissgesellschaften mit Froschbiss, Froschlöffel, Schwimmendem Laichkraut, Gewöhnlichem Wasserschlauch, Wasserfeder, Dreifurchiger und Kleiner Wasserlinse, Vielwurzeliger Teichlinse, Untergetauchtem Sternlebermoos und Zerbrechlicher Armleuchteralge. Die Ufervegetation wird z. B. aus Breitblättrigem Rohrkolben und Flussampfer gebildet. Weiterhin sind unter anderem Blutweiderich, Echter Baldrian, Echtes Mädesüß, Echte Zaunwinde, Gewöhnlicher Gilbweiderich, Kohlkratzdistel, Sumpfschafgarbe, Sumpfziest, Waldengelwurz und Wasserdost zu finden.
Das Gebiet beherbergt unter anderem Biber und Fischotter. Die Gräben sind Lebensraum des Schlammpeitzgers. Gräben und Stillgewässer beherbergen Kammmolch, Laubfrosch und Moorfrosch sowie verschiedene Libellenarten, darunter die Weidenjungfer.
Die Wälder sind Lebensraum für Rot- und Schwarzmilan, Wespenbussard und Baumfalke sowie Schwarz-, Grau-, Mittel- und Kleinspecht. Das Gebiet beherbergt außerdem Kranich und Schwarzstorch. Weiterhin sind hier unter anderem Bekassine, Waldschnepfe, Waldwasserläufer, Neuntöter, Nachtigall, Pirol, Braunkehlchen, Sumpfmeise, Weidenmeise, Gartenbaumläufer und Trauerschnäpper heimisch. Das Naturschutzgebiet ist auch Lebensraum verschiedener Fledermäuse, darunter Kleiner Abendsegler und Wasserfledermaus.